# 헤라르트 욜링
헤라르트 욜링(Gerard Joling, 1960년 4월 29일 ~ )은 네덜란드의 가수, 배우이다. 
1983년 테너 성악가로 첫 데뷔하였고 1985년 대중가수로 데뷔하였으며 1987년 뮤지컬 배우로도 데뷔하였고 이후 텔레비전 진행자로도 활약하였으며 한때 영국 영구거주권을 취득하였다가 기권하기도 하였다.
가수로서의 히트곡으로는 《Ticket to the tropics》와 《Shangri-la》 등이 있다.

## 음반 목록

### 정규 앨범
- 《Love Is in Your Eyes》 (1985)
- 《Sea of Love》 (1986)
- 《Heart to Heart》 (1987)
- 《No More Boleros》 (1989)
- 《Corazón》 (1990)
- 《Memory Lane》 (1991)
- 《Eye to Eye》 (1992)
- 《Eternal Love》 (1994)
- 《Heel Even Anders》 (1995)
- 《A Magic Christmas》 (1996)
- 《Nightlife》 (1997)
- 《Only the strong survive》 (2001)
- 《Nostalgia》 (2004)
- 《Maak me gek》 (2007)
- 《Bloedheet》 (2008)
- 《Gewoon Gerard》 (2011)
- 《Ik ook van jou》 (2013)
- 《LIEVELING》 (2016)